# Contrada dell'Agnello
La Contrada dell'Agnello è stata una contrada di Milano appartenente al sestiere di Porta Orientale.

## Confini
La contrada confinava con il sestiere di Porta Nuova da via San Raffaele a via San Pietro all'Orto, mentre lungo via Pasquirolo e via Beccaria confinava con la contrada del Verzaro e con la Nobile Contrada delle Farine. 

## Luoghi di culto
Tra le architetture presenti nella contrada, sono degne di nota la chiesa di San Vito in Pasquirolo, che prende il nome dai pasquari, ovvero dai "pascoli" un tempo presenti poco fuori la contrada, la chiesa di San Paolo in Compito e la chiesa di San Giorgio al Pozzo bianco.

## Storia

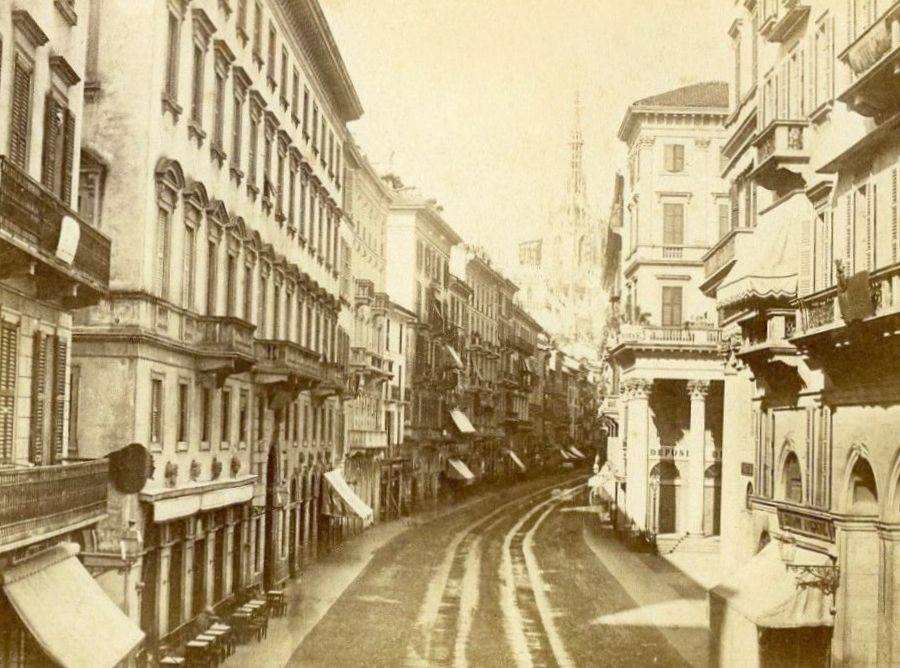
Corso Vittorio Emanuele II nel 1870

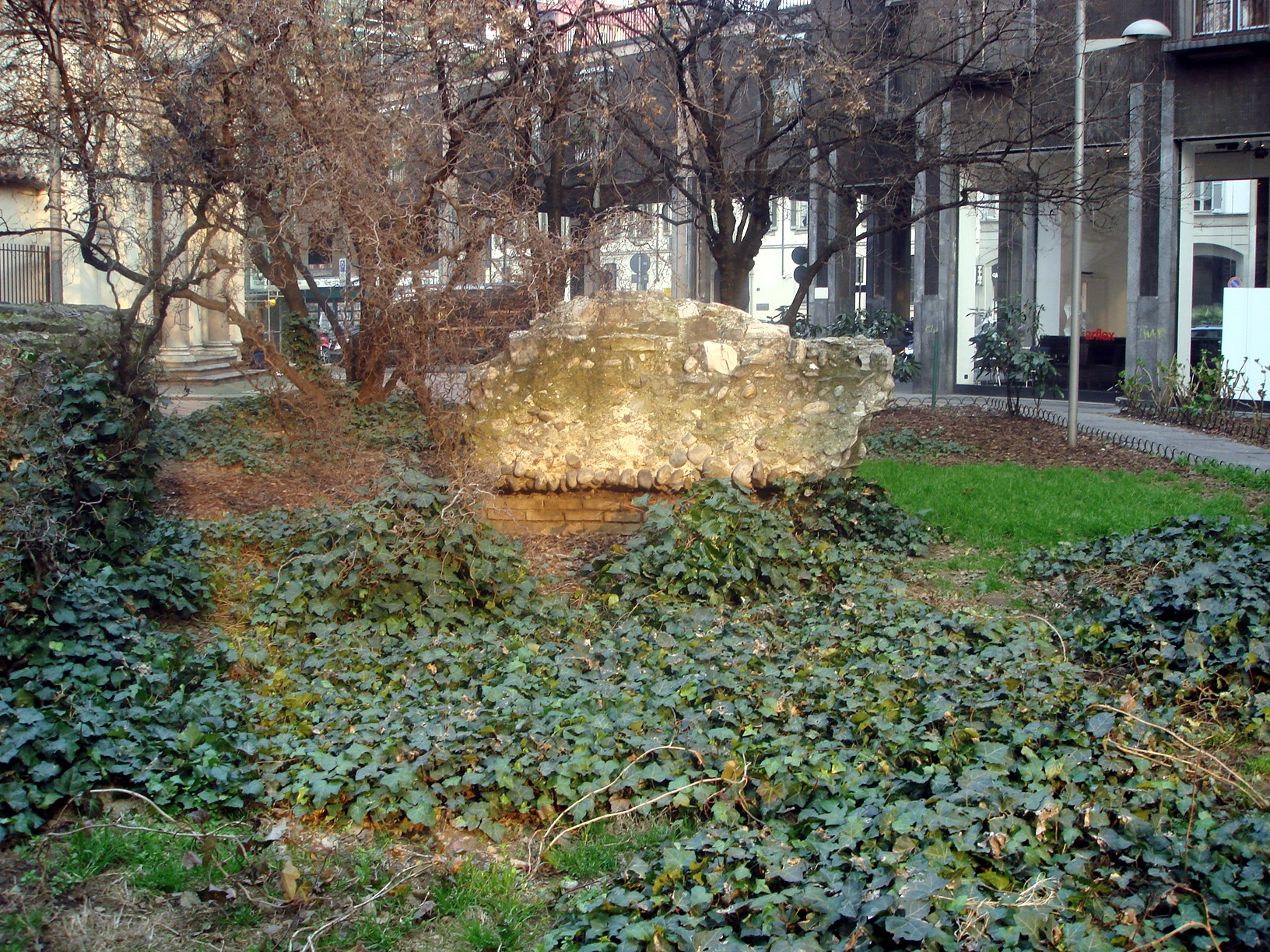
Resti delle terme Erculee in largo Corsia dei Servi

Nella contrada era presente il Còmpito, un importante incrocio di quattro strade (il termine deriva dal latino compoto o concurro, ovvero "incontro") che dava il poi nome a via San Paolo in Compito (in seguito il sottotitolo "in Compito" fu eliminato e rimase solo "via San Paolo", che esiste ancora oggi). Via San Paolo prosegue oltre corso Vittorio Emanuele II con il nome di via Cesare Beccaria, anticamente denominata via San Martino. Dal Còmpito è derivata la seconda parte del nome della già citata chiesa di San Paolo in Compito.
All'interno della contrada erano un tempo compresi due quartieri malfamati di Milano, che ebbero questa caratteristica durante l'epoca romana e poi medievale, ovvero il quartiere della Sozza innamorata, poi diventata via Soncino Merati, e la già citata via San Martino, nonché la piazzola dei Meclozi, che deriva il nome dall'omonima famiglia nobiliare milanese, poi inglobata nel cortile dell'abitazione che si trova in via San Pietro all'Orto n°3. 
Nella contrada era presente il cosiddetto Pasquirolo, termine che deriverebbe dal latino pasculum, a sua volta origine anche del vocabolo generico milanese pasquée: quest'ultimo è l'equivalente milanese del campo veneziano, ovvero di uno spazio aperto attorniato da edifici paragonabile, da un punto di vista urbanistico, al termine "piazzuola". Dal "Pasquirolo", ovvero dal nome di un'antica piazzuola situata nella contrada dell'Agnello, è derivata la seconda parte della denominazione della già citata chiesa di San Vito in Pasquirolo.
Degna di nota è la seconda parte del nome della chiesa di San Giorgio al Pozzo bianco. Su un documento del 1154 la chiesa è chiamata "[...] de puteo blanco", mentre nel Liber Notitiae Sanctorum Mediolani di Goffredo da Bussero è menzionata come "[...] ad puteum blancum". In latino puteum significa "pozzo", "cisterna", "buca", "fossa". 

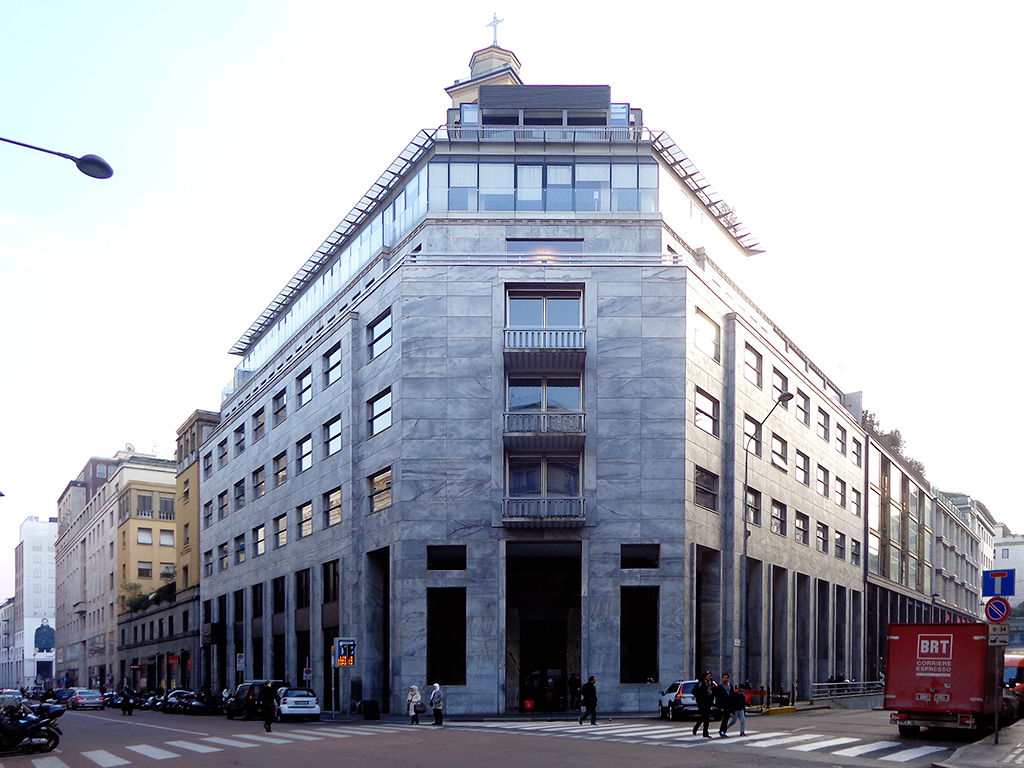
Il cosiddetto "Palazzo Fiat" in corso Giacomo Matteotti angolo via San Pietro all'Orto

Questo significato è spiegabile richiamando la storia della chiesa di San Giorgio al Pozzo bianco. In essa fu sepolto Adelmano di Milano (in una "fossa", che è anche sinonimo di "tomba"), arcivescovo di Milano dal 948 al 953. Secondo una leggenda Adelmano si fece innalzare una statua, che fu posizionata presso la chiesa di San Giorgio al Pozzo bianco, edificio religioso, secondo un'altra credenza, da lui fondato: annualmente, secondo questa leggenda, l'arcivescovo organizzava una cerimonia durante la quale distribuiva doni al popolo. Nell'occasione i capelli della statua venivano colorati di nero oppure di bianco, da cui il nome della chiesa.
Della contrada fa parte il moderno corso Vittorio Emanuele II i cui tratti intermedi, un tempo, avevano un nome differente. Anticamente erano denominati via Santa Radegonda (dalla moderna via Santa Radegonda, all'epoca semplice andito di un edificio, alla moderna via dell'Agnello, che all'epoca era chiamata via San Simplicianino), via Agnello (dalla moderna via dell'Agnello a via San Paolo), via Gambaro (da via San Paolo a via San Pietro all'Orto) e corsia dei Servi (dal moderno largo Corsia dei Servi a parte di via della Passerella).
Il nome della contrada deriva probabilmente da un dipinto raffigurante un agnello che era situato sulle pareti della cappella di San Simpliciano (chiamata anche chiesa di San Simplicianino, da cui il nome della via, per distinguerla dalla basilica di San Simpliciano). Nei pressi dell'attuale largo Corsia dei Servi erano presenti, in epoca imperiale romana, le terme Erculee, erette tra la fine del III secolo e l'inizio del IV dall'imperatore Massimiano, da cui presero il nome, e andate probabilmente distrutte durante le invasioni barbariche oppure nel 1162, quando l'imperatore Federico Barbarossa fece radere al suolo la città.